# Conrad Böcker
Conrad Helmut Fritz Böcker (Leipzig, 24 augustus 1870 - Frankfurt am Main, 8 april 1936) was een Duits turner.

## Belangrijkste resultaten
Böcker won tijdens de Olympische Zomerspelen 1896 zowel goud met het Duitse team op de rekstok als aan de brug. De resultaten van Böcker op de individuele onderdelen zijn onbekend. Böcker werd vanwege zijn deelname aan de spelen door de Duitse bond uitgesloten van deelname aan landelijke wedstrijden.

### Olympische Zomerspelen
| Jaar | Plaats | Resultaten |
| ---- | ------ | --- |
| 1896 | Athene | rekstok team · brug team · deelgenomen ringen · deelgenomen paard voltige · deelgenomen sprong · deelgenomen brug · deelgenomen rekstok · |